# Liste der Biografien/Parl
Liste der Biografien |
Portal Biografien |
Personensuche
# |
A |
B |
C |
D |
E |
F |
G |
H |
I |
J |
K |
L |
M |
N |
O |
P |
Q |
R |
S |
T |
U |
V |
W |
X |
Y |
Z |
?
 
Pa |
Pc |
Pe |
Pf |
Ph |
Pi |
Pj |
Pk |
Pl |
Pm |
Pn |
Po |
Pr |
Ps |
Pt |
Pu |
Pv |
Pw |
Py
 
Paa |
Pab |
Pac |
Pad |
Pae |
Paf |
Pag |
Pah |
Pai |
Paj |
Pak |
Pal |
Pam |
Pan |
Pao |
Pap |
Paq |
Par |
Pas |
Pat |
Pau |
Pav |
Paw |
Pax |
Pay |
Paz
 
Para |
Parb |
Parc |
Pard |
Pare |
Parf |
Parg |
Parh |
Pari |
Park |
Parl |
Parm |
Parn |
Paro |
Parp |
Parq |
Parr |
Pars |
Part |
Paru |
Parv |
Parw |
Pary |
Parz
Die Liste der Biografien führt alle Personen auf, die in der deutschsprachigen Wikipedia einen Artikel haben. Dieses ist eine Teilliste mit 58 Einträgen von Personen, deren Namen mit den Buchstaben „Parl“ beginnt.

## Parl

### Parla
- Parla, Mizzi (1887–1957), österreichische Operettensängerin und Schauspielerin bei Bühne und Film
- Parlak, Başak (* 1989), türkische Schauspielerin und Model
- Parlak, Birol (* 1990), türkischer Fußballspieler
- Parlak, Demet (* 1996), türkische Stabhochspringerin
- Parlak, İlhan (* 1987), türkischer Fußballspieler
- Parlak, Murat (* 1975), deutscher Komponist, Pianist und Sänger
- Parlan, Horace (1931–2017), US-amerikanisch-dänischer Jazzpianist
- Parland, Alfred Alexandrowitsch (1842–1919), russischer Architekt
- Parland, David (1970–2013), schwedischer Metal-GitarristDavid Parland (1970–2013)

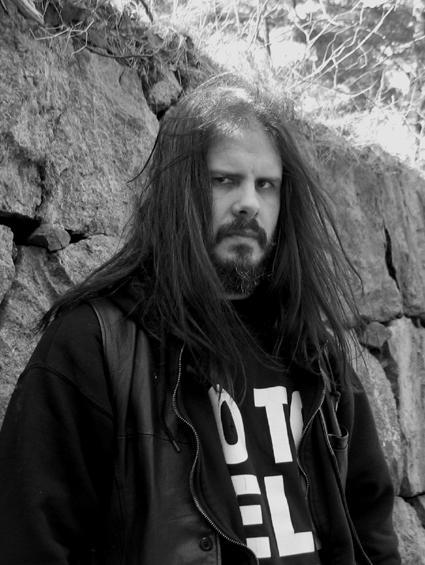
David Parland (1970–2013)

- Parland, Henry (1908–1930), finnlandschwedischer Dichter und Schriftsteller
- Parland, Oscar (1912–1997), finnlandschwedischer Schriftsteller, Übersetzer und Psychiater
- Parland, Ralf (1914–1995), finnlandschwedischer Schriftsteller, Dichter, Kritiker und Übersetzer
- Parlange, Charles (1851–1907), US-amerikanischer Jurist und Politiker
- Parlar, Berat Efe (* 2004), türkischer Schauspieler
- Parlar, Harun (* 1945), deutscher Chemiker
- Parlar, Onur (* 1997), türkischer Fußballspieler
- Parlasca, Klaus (1925–2020), deutscher Klassischer Archäologe
- Parlati, Christian (* 1998), italienischer Judoka
- Parlato, Gretchen (* 1976), US-amerikanische Jazzsängerin
- Parlato, Luca (* 1991), italienischer Ruderer
- Parlatore, Domenic (* 1978), italo-kanadischer Eishockeyspieler
- Parlatore, Filippo (1816–1877), italienischer Botaniker
- Parlayan, Can (* 1986), türkischer Fußballspieler

### Parlb
- Parlby, Irene (1868–1965), kanadische Führerin der Landfrauen, Frauenrechtlerin und Politikerin

### Parle
- Parlebas, Pierre (* 1934), französischer Sportsoziologe
- Parleberg, Johannes († 1483), deutscher Rechtsgelehrter und römisch-katholischer Geistlicher
- Parlen, Megan (* 1980), US-amerikanische Filmschauspielerin
- Parler, Heinrich der Ältere († 1370), deutscher Architekt, Bildhauer und Dombaumeister
- Parler, Johann der Ältere, deutscher Baumeister der Gotik
- Parler, Johann der Jüngere, deutsch-böhmischer Architekt
- Parler, Michael, Steinmetz der Gotik
- Parler, Peter († 1399), deutscher Dombaumeister und BildhauerPeter Parler († 1399)

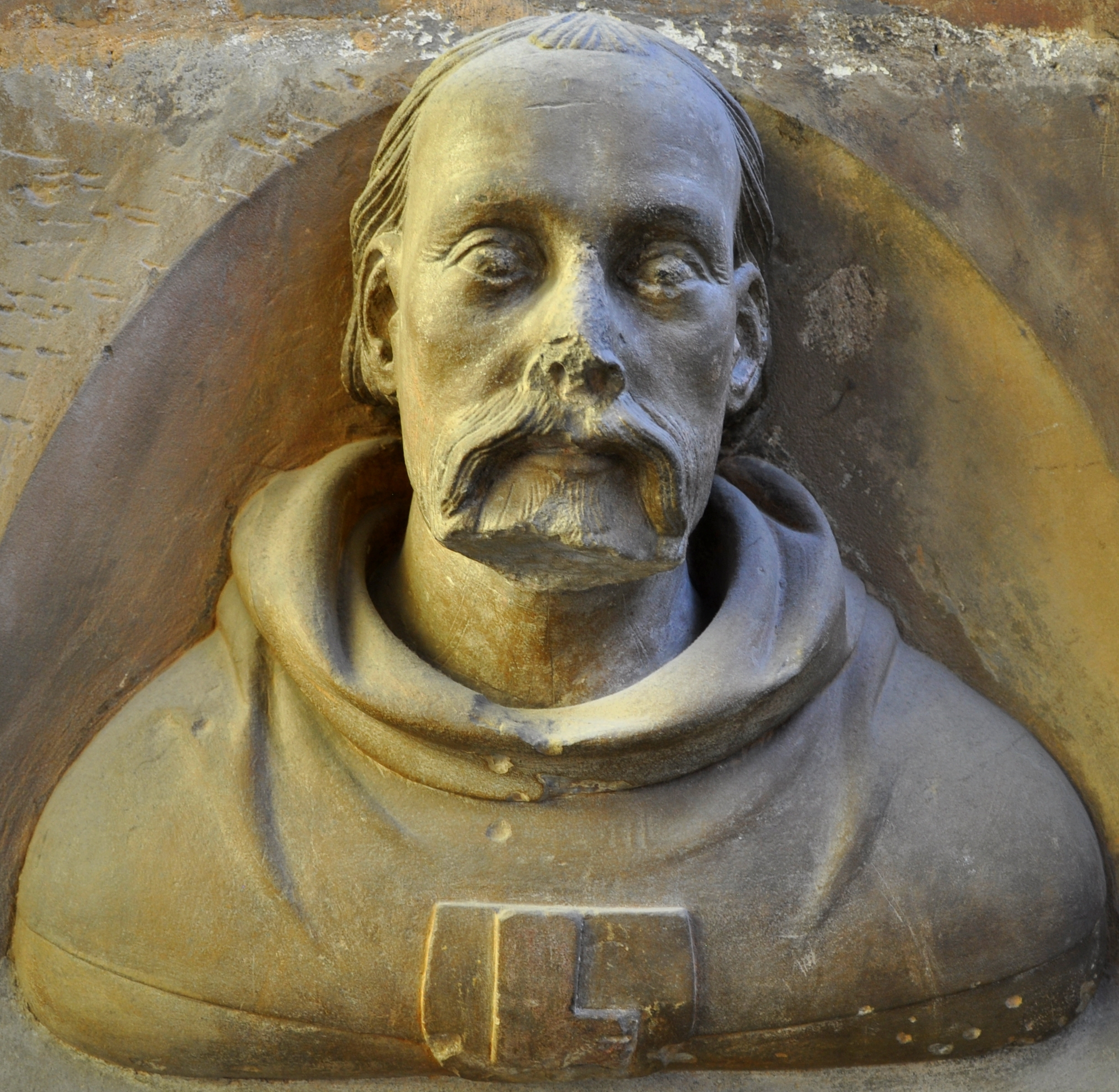
Peter Parler († 1399)

- Parler, Wenzel († 1404), Dombaumeister und Bildhauer
- Parlett, David (* 1939), britischer Spieleautor und Experte für Kartenspiele
- Parlett, John (1925–2022), englischer Mittelstreckenläufer
- Parlevliet, Erik (1964–2007), niederländischer Hockeyspieler

### Parli
- Pärli, Johanna (* 1989), Schweizer Jazzmusikerin (Kontrabass)
- Pärli, Kurt (* 1963), Schweizer Jurist und Hochschullehrer an der Universität Basel
- Parli, Linard (* 1987), Schweizer Unihockeyspieler
- Parlier, Eugène (1929–2017), Schweizer Fussballtorhüter
- Pârligras, Mircea (* 1980), rumänischer Schachgroßmeister
- Parling, Sigvard (1930–2016), schwedischer Fußballspieler
- Parlitschew, Grigor (1830–1893), bulgarischer Schriftsteller
- Parlitschew, Kiril (1875–1944), bulgarischer Revolutionär

### Parlo
- Parlo, Dita (1908–1971), deutsch-französische FilmschauspielerinDita Parlo (1908–1971)

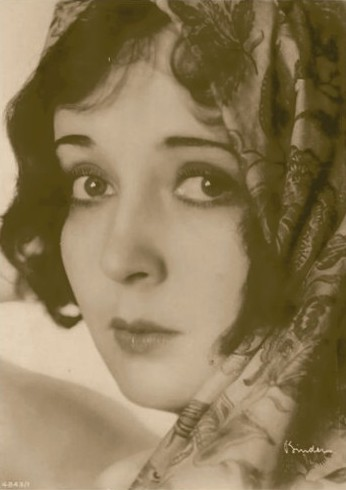
Dita Parlo (1908–1971)

- Parlon, Tom (* 1953), irischer Politiker
- Parlotti, Gilberto (1940–1972), italienischer Motorradrennfahrer
- Parlour, Ray (* 1973), englischer Fußballspieler
- Parlov Koštro, Matea (* 1992), kroatische Langstreckenläuferin
- Parlov, Ivan (* 1984), kroatischer Fußballspieler
- Parlov, Mate (1948–2008), jugoslawischer Boxer
- Parlow, Albert (1824–1888), deutscher Komponist
- Parlow, Cindy (* 1978), US-amerikanische Fußballspielerin
- Parlow, Frank (* 1967), deutscher Segler, Olympiateilnehmer und Physiker
- Parlow, Hans (1856–1928), deutscher Schriftsteller
- Parlow, Kathleen (1890–1963), kanadische Geigerin und Musikpädagogin
- Parlow, Robert (1835–1901), deutscher Marinemaler

### Parly
- Parly, Florence (* 1963), französische Wirtschaftsführerin und Verteidigungsministerin